# Südkaukasus

Aktuelle Karte des Südkaukasus

Ethnolinguistische Gruppen im Kaukasus. Das Siedlungsgebiet einiger der genannten Gruppen reicht über den Kaukasus hinaus. Ein Hauptsiedlungsraum der Aserbaidschaner ist im Iran, das historische Siedlungsgebiet der Armenier lag vor allem in Kleinasien (Anatolien)

Verwaltungskarte der Kaukasusregion während der Sowjetzeit um 1990. Links Schwarzes, rechts Kaspisches Meer.

Südkaukasus (aus russischer Perspektive auch Transkaukasien, russisch Закавказье Sakawkasje) oder Transkaukasus genannt, bezeichnet den Teil Kaukasiens südlich der Hauptkette des Großen Kaukasus.
Der Südkaukasus bildet eine Landbrücke zwischen dem Schwarzen und dem Kaspischen Meer und hat dadurch als Korridor und Teil der Neuen Seidenstraße eine große Bedeutung für den Güterverkehr von China und Zentralasien nach Europa.
Politisch gehören zum Südkaukasus die Staaten Armenien, Georgien und Aserbaidschan. Geografisch umfasst er den größten Teil der Südabdachung des Großen Kaukasus, die Kolchische Tiefebene, die Kura-Aras-Niederung, den Kleinen Kaukasus, das Armenische Dschawater-Bergland, das Talysch-Gebirge und die Lenkoraner Niederung.
Als langlebigste zumeist auch politisch eigenständige Bevölkerungsgruppe, die bereits im Altertum im Südkaukasus und südwestlich davon nachgewiesen ist, gelten die Armenier, die im 6. Jahrhundert v. Chr. in persischen, babylonischen und griechischen Quellen erstmals Erwähnung finden und bis ins Mittelalter in mehreren längeren Phasen Staaten südlich des Kaukasus bildeten (siehe Großarmenien). Das Zentrum ihres Siedlungsraums lag lange Zeit in Anatolien und reichte vom Mittelmeer bis an den Kaukasus. Von 978 n. Chr. bis etwa 1403 n. Chr. bestand das Königreich Georgien, das sich in verschiedene teils christliche, teils muslimische Herrschaftsgebiete teilte.
Die politische Entwicklung des Südkausasus im ausgehenden Mittelalter und der Neuzeit ist insbesondere von der Expansion dreier Großreiche geprägt, die hier ihre Territorien arrondierten und in Konflikt miteinander gerieten: Russland, Osmanisches Reich und Iran. Alle kleineren Herrschaftsgebiete wurden allmählich zerrieben. Als den Südkaukasus zusammenfassende politische Einheit bestand 1918 kurzzeitig die Transkaukasische Föderation und zwischen 1922 und 1936 die Transkaukasische SFSR innerhalb der Sowjetunion. Danach entstanden die Sowjetrepubliken, deren Grenzen noch heute die völkerrechtlich verbindlichen Territorien der nach dem Zerfall der Sowjetunion entstandenen unabhängigen Republiken Armenien, Georgien und Aserbaidschan festlegen.
Als Kaukasier werden oft Auswanderer oder Flüchtlinge aus den drei Staaten Armenien, Georgien und Aserbaidschan bezeichnet. 1941 wurden alle Kaukasiendeutschen aus den Ländern des Südkaukasus nach Kasachstan zwangsumgesiedelt.